# Сара Джіо
Сара Джіо (англ. Sarah Jio; народилася 18 лютого 1978, острів Бейнбрідж, США) — американська письменниця, авторка сентиментальних романів.

## Біографія
Сара Джіо — авторка любовних романів. Почала писати в дитинстві й була першою підліткою-колумністкою для місцевої газети The Bremerton Sun. Пізніше Джіо здобула ступінь бакалавра журналістики в Університеті Західного Вашингтона. Розвиток подій у її романах часто відбувається в маленькому містечку на її рідному острові Бейнбрідж, а сюжет розгортається у двох часових проміжках — теперішньому та минулому. Книги Джіо популярні не тільки в США, а й в інших країнах світу, зокрема і в Україні, хоча критики відзначають «вторинність і поверховість» її творів.
Крім літературної творчості, є постійною колумністкою у журналі «Glamour», пише для таких видань, як The New York Times, Redbook, Oprah Magazine, Marie Claire та ін.
Джіо — мати трьох синів і тема материнства фігурує у її творчості.

## Кар'єра
Джіо розпочала свою кар'єру 2000 року як менеджерка з роботи з клієнтами в The Silver Company, а потім стала редакторкою у Тихоокеанському університеті Сіетла, де пропрацювала десять років.  Одночасно також працювала як незалежна авторка, надаючи статті на теми подорожей, харчування, їжі, здоров'я та психології для багатьох національних журналів і газет.
2008 року Джіо стала співавторкою журналу Glamour, де написала популярний блог про здоров'я видання «Vitamin G», а пізніше написала щотижневу колонку про своє життя після розлучення.
2010 року Джіо підписала контракт з Penguin Random House  і відтоді опублікувала 11 романів у цій міжнародній видавничій компанії, зокрема бестселер New York Times та USA Today «Ожинова зима».  Її романи видають у понад 30 країнах світу та перекладено десятками мов. Джіо також часто дописує на вебсайт про стиль життя актриси Моллі Сімс.